# Hansfordiopeltis congoensis
Hansfordiopeltis congoensis är en svampart som beskrevs av Bat. & C.A.A. Costa 1956. Hansfordiopeltis congoensis ingår i släktet Hansfordiopeltis, divisionen sporsäcksvampar och riket svampar.   Inga underarter finns listade i Catalogue of Life.